# Gavia stellata
La strolaga minore (Gavia stellata Pontoppidan, 1763) è un uccello della famiglia Gaviidae.

## Descrizione

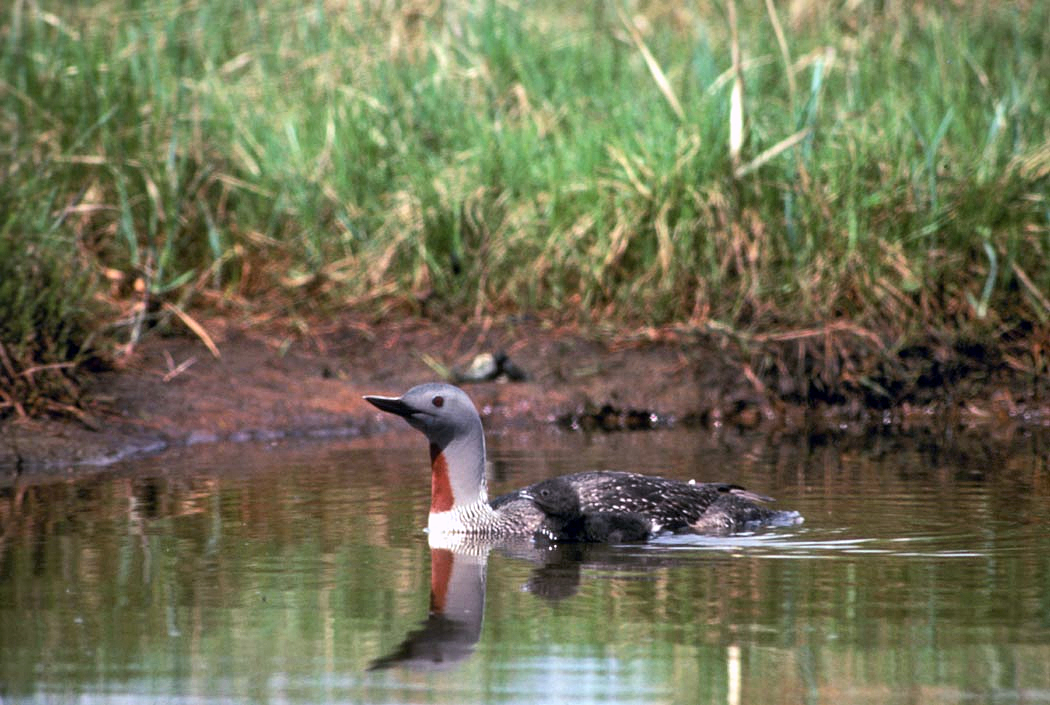
Un pulcino e una femmina che nuotano

Lunghezza: 54–65 cm (femmina di norma 54 cm, maschio di norma 60 cm).

Peso: 1.000-2.400 g

Apertura alare: 106–115 cm.

Nel periodo della riproduzione si distingue per le parti superiori grigio-bruno, il capo, i lati del collo grigi, una macchia rossa alla gola e soprattutto per il becco volto all'insù, due fasce bianche vanno dai lati della testa alla fronte.
La livrea invernale è più pallida di quella di Gavia arctica con fitta macchiettatura bianca sulle parti superiori, parti inferiori completamente bianche.
I giovani presentano una macchiettatura meno pronunciata e un colore di fondo più bruno.

## Biologia
Si tuffa con grande abilità e nuota sotto l'acqua alla ricerca del cibo. Sul terreno si muove tenendo il corpo orizzontale, con il collo piegato e il capo che sfiora il suolo. Nidifica in colonie e compie elaborate cerimonie nuziali.

### Voce
Un cuuc gutturale e ripetuto. Talvolta fa udire un sottile lamento.

### Alimentazione
Pesci, crostacei e molluschi.

### Riproduzione
Si riproduce in primavera.

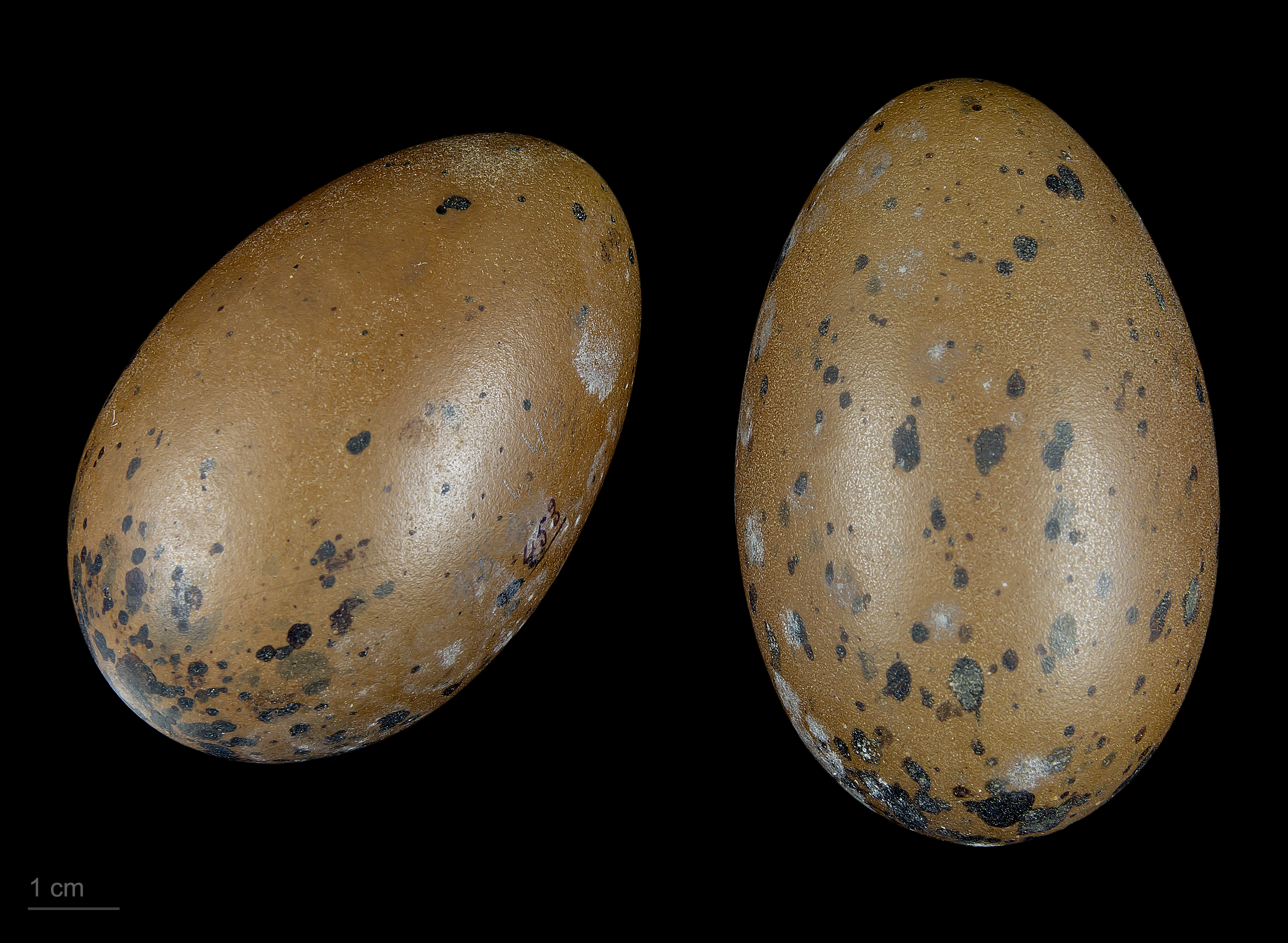
Gavia stellata

Il nido è in genere situato ai margini dei laghi e delle lagune.

Normalmente depone due uova di color oliva macchiettate di bruno, lunghe 7,6 x 4,4 cm.

### Spostamenti
Sverna sulle coste dell'Atlantico,nel Baltico più raramente nel Mediterraneo e nel Mar Nero.

## Distribuzione e habitat
Specie olartica, nidifica a nord del 50° latitudine N fino ai territori ghiacciati dell'Artico.
Sverna presso le coste marine. All'epoca della riproduzione frequenta i margini dei laghi e le paludi nella tundra. In Italia è migratrice e svernante, per esempio nei laghi prealpini e nel delta del Po, con rarissimi casi di estivazione.

## Conservazione
Anche se la strolaga minore non è una specie globalmente minacciata, poiché ha una popolazione numerosa e una fascia significativa, ci sono popolazioni che sembrano in calo. I numeri contati nelle inchieste statunitensi sui servizi ittici e di fauna selvatica in Alaska mostrano un calo demografico del 53% tra il 1971 e il 1993, ad esempio e il numero di rilevamenti è diminuito anche nell'Europa continentale. In Scozia, d'altra parte, la popolazione è aumentata di circa il 16% tra il 1994 e il 2006, secondo le indagini condotte dalla Royal Society per la protezione degli uccelli e del patrimonio naturale scozzese . Nel 2002, Wetlands International stimò una popolazione globale di 490.000 a 1.500.000 individui; le tendenze della popolazione globale non sono state quantificate.
La strolaga minore è una delle specie a cui si applica l'Accordo sulla conservazione degli uccelli acquatici migratori eurasiatico-africani, nelle Americhe, è protetto dalla legge sul trattato sugli uccelli migratori del 1918 . Fuoriuscite di petrolio, degrado dell'habitat e reti da pesca sono tra le principali minacce che questa specie si trova ad affrontare . Poiché tende a migrare vicino alla riva, generalmente entro 20 chilometri (12 miglia) di terra, potrebbe essere danneggiata dalla costruzione di parchi eolici vicini, gli studi indicano un alto livello di prevenzione delle aree eoliche, sebbene le morti dovute a colpi diretti con le turbine sembrano non comuni. Alti livelli di mercurio nell'ambiente hanno portato a fallimenti riproduttivi in alcune aree, incluse parti della Svezia.  Studi condotti in Svezia hanno anche dimostrato che possono essere influenzati negativamente dall'acidificazione dei laghi, poiché i pesci su cui predano sono suscettibili al basso pH. Sui terreni di riproduzione, le volpi artiche e rosse sono i principali predatori di uova, mentre stercorari, labbi e varie specie di gabbiani del genere "Larus" sono predatori di sia uova che giovani.
La specie è nota per ospitare come ospite almeno 51 specie di parassiti, la maggior parte dei quali sono nematodi (nematodi), vermi piatti (digenidi) e tenie (cestodi) trasportati internamente; una singola specie di pidocchio è il suo solo parassita esterno noto. È anche noto che a volte trasporta popolazioni significative di diatomee (microplancton fitoplancton) sulle sue piume più esterne. La strolaga minore è suscettibile all'influenza aviaria  e al botulismo di tipo E, e viene regolarmente uccisa dall'ingestione di neurotossine prodotte dalle fioriture algali della "marea rossa". Durante una fioritura del 2007, un gran numero di uccelli morì anche di ipotermia, dopo che i loro piumaggi divennero opacizzati da un sottoprodotto proteico delle alghe, che riduceva le proprietà isolanti delle loro piume.